# Fabrizio Ravanelli
Fabrizio Ravanelli (* 11. Dezember 1968 in Perugia) ist ein ehemaliger italienischer Fußballspieler und -trainer. Er spielte während seiner aktiven Karriere für mehr als ein halbes Dutzend europäischer Teams, darunter Juventus Turin, der FC Middlesbrough, Olympique Marseille, Lazio Rom und Derby County. Aufgrund der schon in jungen Jahren weiß-grauen Haarfarbe war Ravanelli den größten Teil seiner Karriere als la penna bianca („die weiße Feder“) bekannt.

## Spielerkarriere

### Im Verein
Fabrizio Ravanelli begann seine Spielerlaufbahn bei AC Perugia, dem Verein seiner Heimatstadt. Nach weiteren Stationen gelang ihm der Durchbruch in der Saison 1991/92 bei der AC Reggiana in der Serie B. Bereits in der nächsten Saison spielte er für den italienischen Rekordmeister Juventus Turin, bei dem er zusammen mit Gianluca Vialli, Roberto Baggio und Alessandro Del Piero eine gefürchtete Angriffsreihe bildete.
Zur Saison 1994/95 folgte Marcello Lippi auf Giovanni Trapattoni als Trainer bei Juventus. Ravanelli spielte unter Lippis Führung eine der besten Spielzeiten seiner Karriere. Er erzielte bei insgesamt 53 Einsätzen 30 Tore und war so maßgeblich am Gewinn des 23. Meistertitels der Turiner und der Coppa Italia beteiligt. Am 27. September 1994 erzielte er beim 5:1-Auswärtssieg gegen ZSKA Sofia in der ersten Runde des UEFA-Pokals alle fünf Treffer; Juventus musste sich erst in den beiden Finalspielen dem AC Parma geschlagen geben.
1996 gewann er mit den Turinern die UEFA Champions League. Im Finale gegen Ajax Amsterdam, das mit einem 4:2-Sieg im Elfmeterschießen endete, erzielte er in der zwölften Spielminute das zwischenzeitliche 1:0.
Am Saisonende folgte dann nach 68 Toren in 160 Partien für die Bianconeri der Abschied von Juventus, das ihn an den Premier-League-Klub FC Middlesbrough nach England transferierte. Bereits bei seinem ersten Ligaspiel gegen den FC Liverpool gelangen ihm drei Treffer. Obwohl Ravanelli zu den besten Torschützen der Liga gehörte, stieg er mit Middlesbrough bereits in seinem ersten Jahr in die First Division ab und machte sich mit ständigen Beschwerden über das Training, die Trainingseinrichtungen und die Stadt bei Mitspielern und Fans gleichermaßen unbeliebt. Dennoch lief er in der Saison 1997/98 zunächst in der zweiten englischen Liga auf, wechselte aber noch im Oktober 1997 zum französischen Erstligisten Olympique Marseille, wo er zwei Jahre unter Vertrag stand.
Nach einem anderthalbjährigen Intermezzo von Januar 2000 bis zum Sommer 2001 bei Lazio Rom, wo er zwar in der Saison 1999/00 seinen zweiten Scudetto und wiederum die Coppa Italia gewinnen konnte, aber meist nur Reservespieler war, wechselte Ravanelli 2001 noch einmal nach England und lief für Derby County auf. Dort stieg er im ersten Jahr erneut aus der Premier League ab. Nach einem weiteren Jahr in der zweiten Liga wechselte Ravanelli 2003 zum schottischen Erstligisten Dundee FC, für den er jedoch nur kurze Zeit spielte.
In der Saison 2004/05 lief er schließlich wieder für seinen Heimatverein AC Perugia auf. Nachdem der Klub auch dank seiner neun erzielten Treffer den dritten Platz in der Serie B erreicht hatte, verlor Perugia die Aufstiegsspiele gegen den FC Turin. Später folgte der Lizenzentzug wegen finanzieller Schwierigkeiten und der damit verbundene Zwangsabstieg. Fabrizio Ravanelli beendete seine aktive Laufbahn nach dieser Spielzeit.

### In der Nationalmannschaft
Fabrizio Ravanelli debütierte am 25. März 1995 beim 4:1-Sieg gegen Estland in der Nationalmannschaft. Er stand im Kader der Squadra Azzurra bei der Europameisterschaft 1996 in England, bei der Italien jedoch bereits nach der Gruppenphase ausschied. Für die Weltmeisterschaft 1998 in Frankreich wurde er nicht nominiert. Somit war die 0:1-Niederlage gegen Schweden am 2. Juni 1998 das letzte seiner 22 Länderspiele, in denen ihm insgesamt acht Tore gelangen.

## Trainerkarriere
Von Juli 2011 bis Juni 2013 arbeitete Fabrizio Ravanelli als Jugendtrainer bei Juventus Turin. Zur Saison 2013/14 verpflichtete ihn der französische Erstligist AC Ajaccio als Trainer, der ihn aber nach nur zwölf Punktspielen wegen Erfolglosigkeit vorzeitig entließ.

## Erfolge

### Als Spieler
- Champions League: 1995/96 (mit Juventus Turin)
- UEFA-Pokal: 1992/93 (mit Juventus Turin)
- Italienische Meisterschaft: 1994/95 (mit Juventus Turin) – 1999/2000 (mit Lazio Rom)
- Coppa Italia: 1994/95 (mit Juventus Turin) – 1999/2000 (mit Lazio Rom)
- Italienischer Supercup: 1995 (mit Juventus Turin)